# 47mm P.U.V. vz. 36砲
47mm P.U.V. vz. 36砲（47ミリ P.U.V. vz. 36ほう）とは第二次世界大戦で使用されたシュコダ社が開発した対戦車砲である。ナチス・ドイツがチェコを併合するとドイツ軍に接収されドイツ軍で使用された。車載型に改造し、I号戦車の車台に搭載した「I号対戦車自走砲」やルノー R35の車台に搭載した「4.7cm Pak(t) auf PzKpfw 35R(f)」などの自走砲が製造されている。

## 装甲貫通力
- 弾着角90度の場合1,200m(1,300ヤード)で60mm (2.4インチ)

## 登場作品

### ゲーム
『鋼鉄の虹 パンツァーメルヒェンRPG』&『ネットゲーム95　鋼鉄の虹 〜Die Eisenglorie〜』
ケルンテン軍の「コリーン47mm対戦車砲」として登場。正確にはチェコとの合弁会社コリーン社のライセンス改良品で、砲身長がL43からL56に長砲身化され、タングステン弾芯の徹甲弾を使用しているのでオリジナルより威力が高い。